# Shigeharu Mukai
Shigeharu Mukai (Japans 向井 滋春, Mukai Shigeharu, Nagoya, 21 januari 1949) is een Japanse jazztrombonist.

## Biografie
Mukai speelde in de bigband van Dōshisha-Universiteit en won in 1970 de Yamaha Light Music Contest. Een jaar later trok hij naar Tokio, waar hij zijn loopbaan begon in de bands van Yoshio Otomo, Fumio Itabashi, Ryō Kawasaki, Terumasa Hino, Sadao Watanabe en Yōsuke Yamashita. Met Hiroshi Fukamarau leidde hij een band met twee trombones. In 1972 richtte hij een eigen groep op, waarmee hij een prijs op het Shinjuki Jazz Festival won. Na de opheffing van de band woonde hij in 1977/78 in New York. Terug in Japan leidde hij verschillende groepen en werkte hij met Kazumi Watanabe, Naoya Matsuoka, Akira Sakata, Yuichi Inoue en, opnieuw, Yosuke Yamashita. Daarnaast speelde hij met gastmusici, zoals Elvin Jones en Billy Hart. In 1982 nam hij met Astrud Gilberto de plaat So & So - Mukai Meets Gilberto op (Denon Records). Later richtte hij het kwartet Hot Session met Ryōjirō Furusawa, Fumio Itabashi en Mitsuaki Furuno op (Japanse tournee in 1991/92). In 1997 verscheen zijn album Better Day Of. In 2004 viel zijn plaat Super 4 Records op, doordat hij met een sectie bestaande uit alt- en tenorsaxofoon, trombone en trompet de illusie van een bigband wist te creëren. Volgens Stephen Loewy doet Mukai's spel denken aan Carl Fontana en Frank Rosolino.
Leonard Feather en Ira Gitler noemden Shigeharu Mukai als een van de belangrijkste trombonisten van Japan, een musicus die ook Latin- en etnische ritmes beheerst.

## Onderscheidingen
Mukai won tussen 1975 en 1993 meerdere polls van het Japanse blad Swing Journal, alsook zijn kritiekprijzen.